# Iwan Wjatscheslawowitsch Beljajew
Iwan Wjatscheslawowitsch Beljajew (russisch Иван Вячеславович Беляев; englische Transkription: Ivan Vyacheslavovich Belyayev; * 26. Mai 1986) ist ein ehemaliger russischer Fußballtorhüter. Er spielte von 2006 bis 2010 für Holstein Kiel. Beljajew wechselte im Januar 2010 zu den Holsteinern. Er wurde vornehmlich in der zweiten Mannschaft eingesetzt. Am 12. September 2009 bestritt er sein einziges Profispiel bei der Kieler 0:3-Niederlage gegen Dynamo Dresden. Im Sommer 2010 beendete er seine Karriere.